# Snjolaug Sigurdson
Snjolaug Anna Sigurdson (* 5. November 1914 in Arborg/Manitoba; † 22. August 1979 in Winnipeg) war eine kanadische Pianistin und Musikpädagogin isländischer Abstammung.
Sigurdson studierte in Winnipeg bei Eva Clare und später bei Ernest Hutcheson und Muriel Kerr in New York. Sie debütierte 1950 in der New Yorker Times Hall und gab danach Konzerte in der Town Hall der Stadt und der Carnegie Hall. Bis zu ihrer Rückkehr nach Winnipeg unterrichtete sie auch in New York; zu ihren Schülern zählten Helen Choi und Carla Lother.
Als Pianistin trat sie bei der CBC auf, spielte Robert Schumanns Klavierkonzert und Gabriel Faurés Ballade mit dem CBC Winnipeg Orchestra und César Francks Sinfonische Variationen mit dem Icelandic Symphony Orchestra in Reykjavík (1968). Seit 1981 wird ein Snjolaug Sigurdson Memorial Piano Scholarship vergeben, das allen Pianisten der Provinz Manitoba offensteht. Auch Snjolaug Sigurdsons Cousine Agnes Helga Sigurdson wurde als Pianistin bekannt.